# Vrilo
Vrilo es un pueblo ubicado en el municipio de Tomislavgrad, Bosnia y Herzegovina.

## Demografía
Según el censo de 2013, su población era de 349 habitantes.
| Etnicidad       | Número | Porcentaje |
| --------------- | ------ | ---------- |
| Croatas         | 347    | 99.4%      |
| Bosniaks        | 1      | 0.3%       |
| Otro/undeclared | 1      | 0.3%       |
| Total           | 349    | 100%       |